# Philenora latifasciata
Philenora latifasciata är en fjärilsart som beskrevs av Inoue och Kobayashi 1963. Philenora latifasciata ingår i släktet Philenora och familjen björnspinnare. Inga underarter finns listade i Catalogue of Life.